# الکساندر آلکسیف (بازیکن فوتبال)
الکساندر آلکسیف (روسی: Александр Геннадьевич Алексеев؛ زادهٔ ۲۳ اوت ۱۹۸۹) بازیکن فوتبال اهل روسیه است.
از باشگاه‌هایی که در آن بازی کرده‌است می‌توان به باشگاه فوتبال ناروا ترانس و باشگاه فوتبال توسنو اشاره کرد.